# 惠州起義

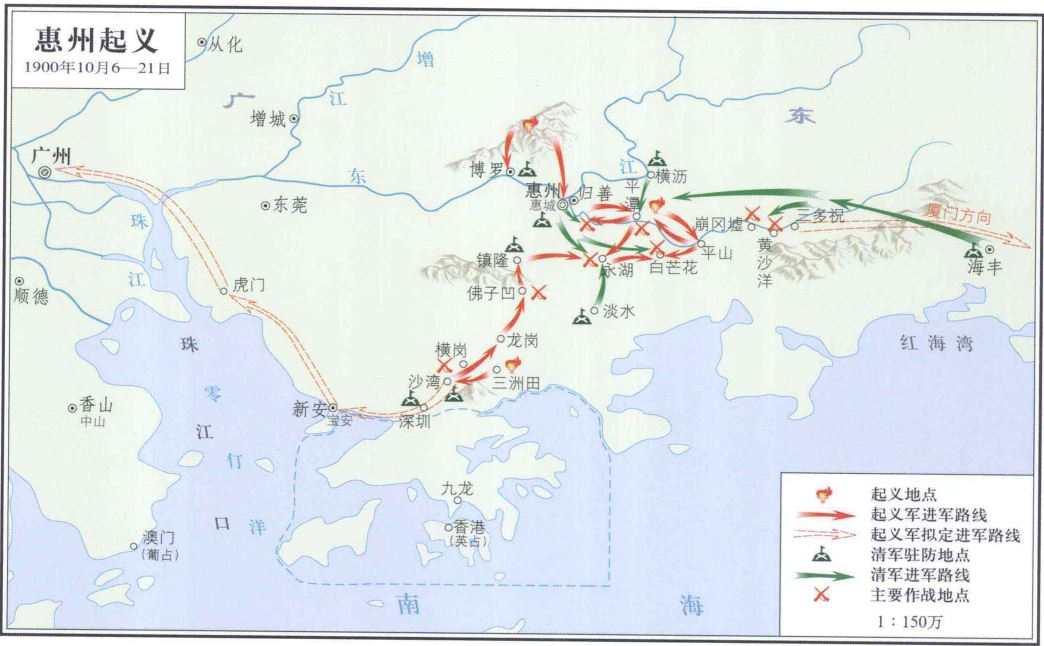
惠州起义形势图

惠州起義，又稱庚子惠州之役，是1900年義和團運動期間，10月6日興中會與三合會在清朝廣東省惠州府歸善縣（今深圳市鹽田區三洲田村一帶）發動的一場反清起義，最終起義以失敗告終。該次起義時由鄭士良全權指揮，史堅如、鄧蔭南在廣州謀響應，楊衢雲、陳少白在香港策劃接濟。

## 背景

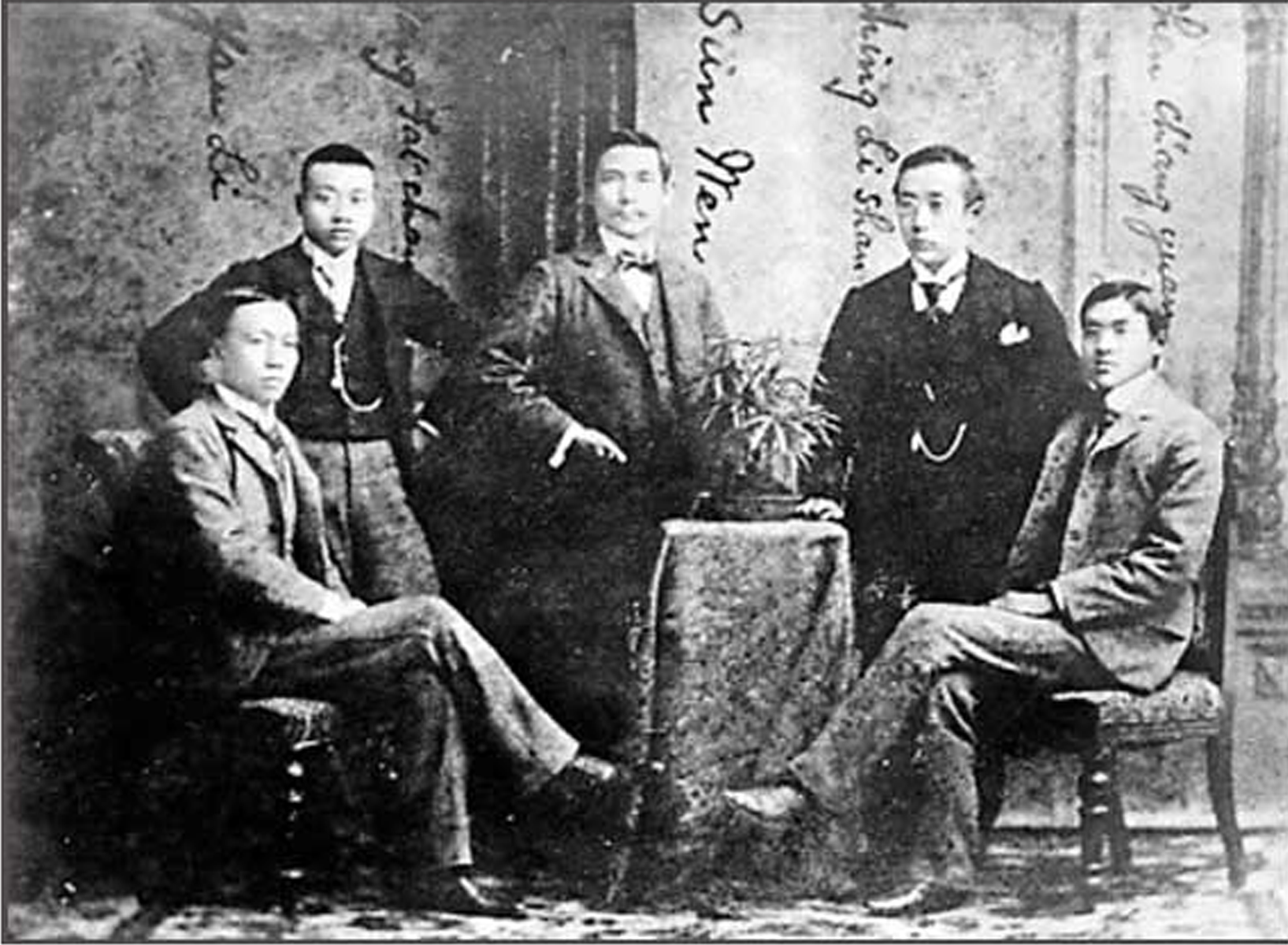
孫文與逃脫的自立軍領導人在日本合照（左二唐才質、右二秦力山、右一沈翔雲）

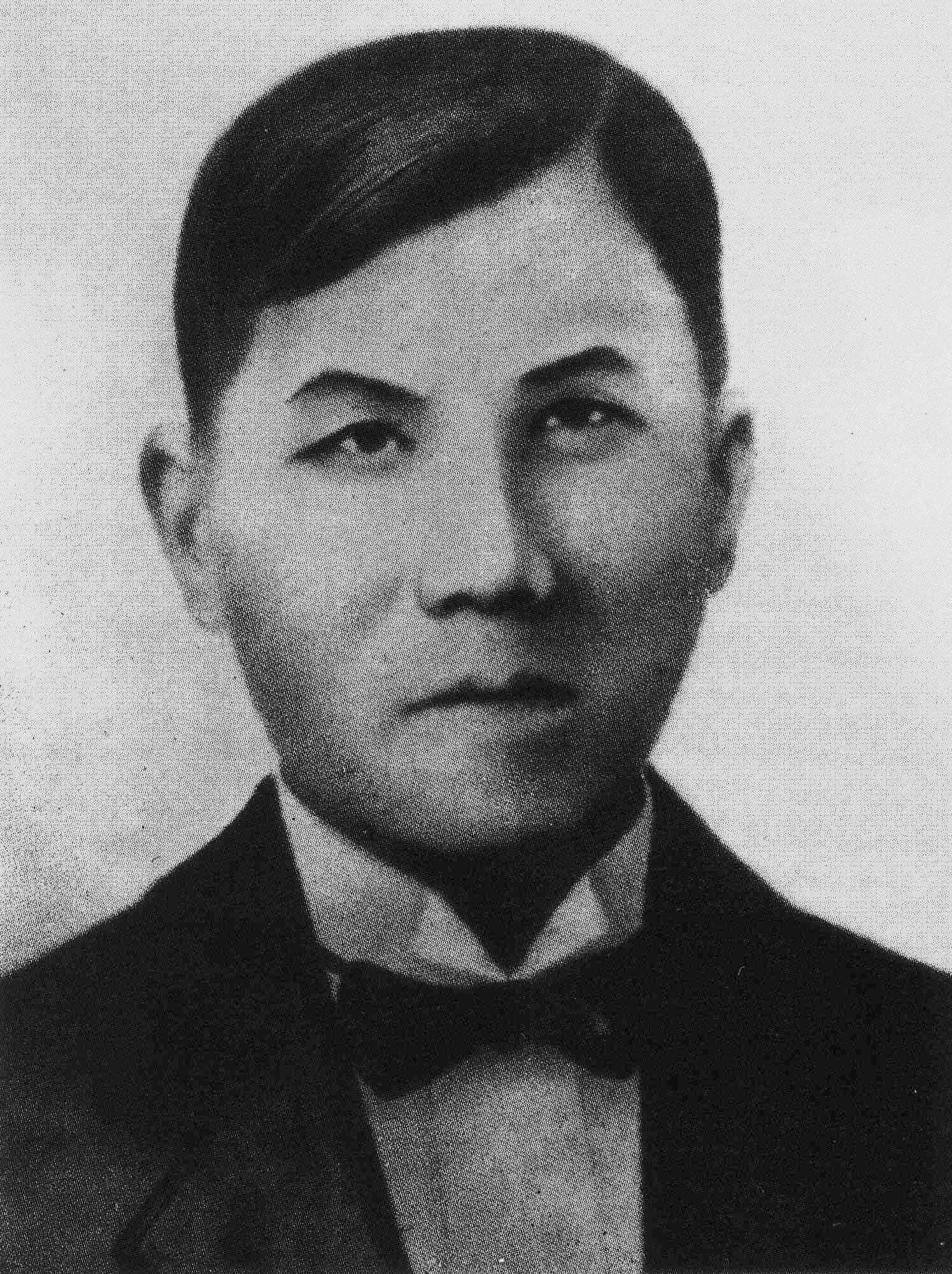
鄭士良

1900年6月，孫中山命鄭士良入惠州籌備起義，史堅如受命赴廣州「組織起事及暗殺機關，以資策應」:85。史堅如決定以暗殺兩廣總督德壽以亂敵來響應惠州起義，10月炸德壽不遂，11月9日在廣州天宇碼頭赴死，後孫表彰其繼陸皓東後「為共和殉難之第二健將」:85-86。
自立軍起義事敗後，容星橋與容閎逃脫，他們與甫從南洋途經日本抵達上海的孫文會合後，於1900年9月1日一起由上海乘「神戶丸」輪船潛赴日本。三人不只在旅途密商，到達長崎後又繼續在旅店裡閉門長談。孫文與容閎同是廣東香山人，但從來只是遙相心儀，要到了這次海上相遇才真正有了接觸，容閎不禁勉勵孫文要有「華盛頓、弗蘭克林之大志」。而此次自立軍雖能收攬孫文的部份人手如畢永年、林圭、秦力山、吳祿貞、與哥老會等，卻也因康有為據款不匯而造成自立軍起義還未全面展開，便被張之洞徹底消滅，更使得「興中會」來不及在廣東發難響應。大勢使得即使孫文要勉強招集殘餘的「三合會」會眾來單獨起事，他們此時薄弱的力量恐也無補大局。雖說如此，容閎因此大變而對未來有了定見，不但確信非革命無以救中國，也開始對孫文鼓勵有加，要他再接再厲，因而加強了孫文繼續南下台灣，加緊籌劃華南起義的決心。孫文則更擬對容閎委以重任，打算一等起義告捷，就要請容閎與何啟一起在新政府裡主持外交大計。
另同文書院監督佐佐木四方志、教師山田良政也同時期積極參與在謀劃起義，引致書院不少日本學生也有躍躍欲試的態度。學生中原有的玄洋社社員安永、柴田、平岡等人在學校也有宣傳起義的行動。不過在田鍋安之助（同文會幹事）抵達江寧府履職代理院長時，當地一帶因為北方義和團運動影響而充斥緊張氣氛，而校內學生鮮有上課而積極演說並沉湎飲酒，田十分恐慌便立即致電近衛篤麿和根津一尋求授權處罰教員和學生，在得到許可後田向全校宣佈對於有意參加革命的學生會處以1個月禁閉。之後佐佐木四方志憤然選擇辭職，而師生中各有一人離開學校前去參加起義。

## 事件經過
1900年9月25日，孫中山偕日本人內田良平、山田良政、平山周、尾崎行昌等自日本神戶啟程赴臺灣，於28日抵基隆。其後，山田良政轉赴汕頭，尾崎行昌等赴廈門，孫則與平山周留台北與臺灣總督兒玉源太郎的代表後藤新平會談。後藤「許以起事之後，可以相助」。
孫即在臺北建立指揮中心，聘請日本軍人參加，原指令鄭士良於10月8日舉義。由於鄭率領潮（州）、惠（州）、嘉（應）會黨600餘人集結於惠州三洲田引起清軍註意，被迫於10月6日起義。
1900年10月，孫令鄭士良等在廣東惠州三洲田起義；隊伍曾發展至2萬多人；後因彈盡援絕，起義軍被迫解散:365。朝廷軍隊在沙灣遭大敗，起義隊伍直抵鎮隆，北距惠州僅20公里:105。10月17日，鄭士良人馬接獲孫下達新指示，轉而揮兵廈門，他們在陌生之境長途行軍遭到清兵追擊，10月23日日本懾於俄國反彈，已放棄在廈門建立據點之念頭，並撤退先前承諾之援助，鄭士良和三合會各龍頭只得逃逸香港，丟下各自人馬，任他門歸巢返鄉:107。四戰四捷後，義軍槍支彈藥補給中斷，鄭士良急電孫氏，孫氏在臺灣致電宫崎寅藏速送槍彈，由於採購槍械事物的中村彌六從中謀取暴利，所購全是廢槍，起義失败告终。
鄭士良及黃福帶領會黨黨眾、日本浪人、與南京東亞同文書院的師生一口氣佔據了三洲田，不久前才離棄自立軍的畢永年也回來共襄盛舉，鄉民皆拿起鋤頭來加入，義軍從六百人迅速增至兩萬人。先前興中會曾多次援助反抗美國的菲律賓獨立軍，獨立運動失敗後菲律賓友軍乃將他們購買還庫存在日本的大量槍械彈藥交給興中會，此次惠州起義便打算用這些軍火長期作戰。但沒想到開戰後宮崎滔天去開倉運械，卻發現中間人中村彌六私吞了軍費，只賤價購買了大量廢械舊彈來搪塞。另一方面，孫文也剛與嘗試出兵佔領廈門的臺灣總督兒玉源太郎達成協議，約定只要革命黨能在廣東與廈門造成混亂局面，日本不但就會從台灣出兵廈門，還會供給革命黨武器彈藥。惟天不從人願，晴天霹靂隨之而來，日本政情的突變，迫使台灣方面撤銷了早先的一切約定。起義軍在槍械彈藥接濟無著的情況下，仍與真槍實彈的清軍僵持了一個月，最後鄭士良無法再撐，只得於11月7日解散部隊，「惠州起義」遂告失敗。
鄭士良左右手史堅如在廣州攻擊兩廣總督，1900年10月28日廣州發生爆炸案，兩廣總督脫逃，史堅如在11月9日遭斬首:107。楊衢雲在教室中被擊斃；鄭士良於用餐後暴斃:107-108。
1900年11月中旬，孫返回日本，研究軍事，總結惠州之役失敗教訓，表示「對日本朋友和他們的援助大感失望」:365。